# ماساهیکو کوماگای
ماساهیکو کوماگای (انگلیسی: Masahiko Kumagai؛ زادهٔ ۲۳ نوامبر ۱۹۷۵) بازیکن فوتبال اهل ژاپن است.
از باشگاه‌هایی که در آن بازی کرده‌است می‌توان به باشگاه فوتبال کاشیوا ریسول اشاره کرد.